# ダグラス・ハード
ハード・オブ・ウェストウェル男爵ダグラス・リチャード・ハード（Douglas Richard Hurd, Baron Hurd of Westwell, CH, CBE, PC、1930年3月8日 - ) は、イギリスの政治家。保守党に所属し、マーガレット・サッチャー首相およびジョン・メージャー首相の下で閣僚を務めた。
ハードはウィルトシャー州マールボロのマーケットタウンで生まれる。1974年2月の総選挙でミッド・オックスフォードシャー選挙区から当選した（1983年からウィットニー選挙区）。彼が初めて就いた役職は1979年から83年までのヨーロッパ担当大臣であり、その後北アイルランド大臣 (1984-85)、内務大臣 (1985-89)、外務・英連邦大臣 (1989-95)を歴任した。彼は1990年の党首選に立候補したが落選し、1995年の内閣改造で政治の第一線から引退した。
1997年にハードは貴族院議員となった。彼はトーリー改革グループの後援者で、現在も公的活動を精力的にこなしている。彼は2016年に貴族院を引退した。

## 生い立ち

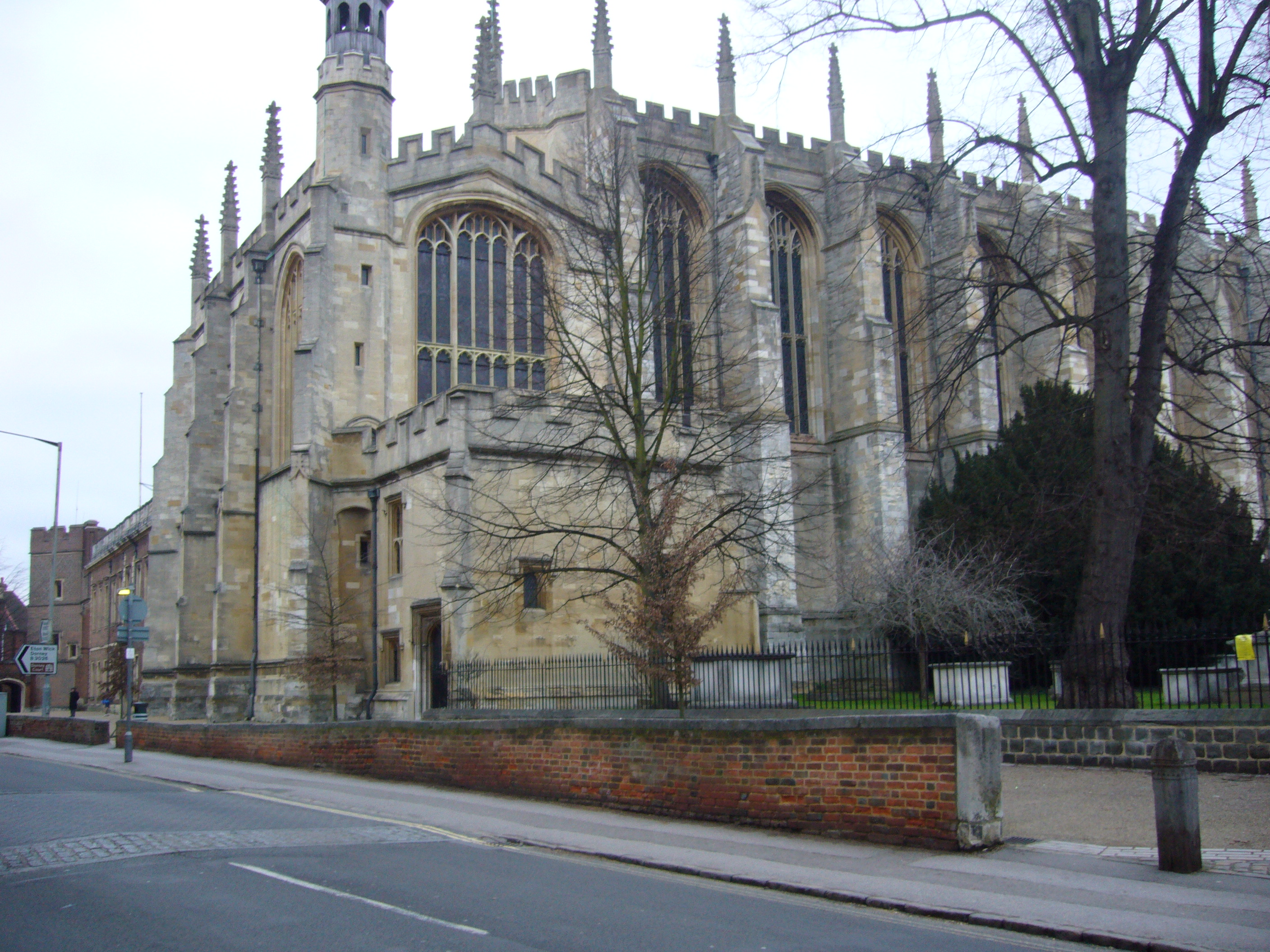
イートン・カレッジ

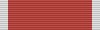
大英帝国勲章のリボン

ダグラス・ハードは1930年にウィルトシャー州マールボロのマーケットタウンで生まれた。父親のアンソニー・ハード（後のハード卿）と祖父のパーシー・ハード卿も国会議員であった。おじのアーチバルド・ハード卿はフリート・ストリートの海運業者の代表であり、1922年に造船工および海事専門家の名誉組合のフリーマンとなり、1928年にナイトに叙せられた。
ハードはトワイフォード・スクールからイートン・カレッジに進学した。イートンでは王室奨学生となり、1947年にはニューキャッスル奨学金を給付された。その後彼はケンブリッジ大学トリニティ・カレッジで歴史を学び、優等学位で卒業した。また、ユニオンの代表も務めている。
1952年、ハードは外交部に入省する。彼は中国、アメリカ合衆国、イタリアに配属され、1966年に政界入りするため退職した。

## 国会議員
ハードは1974年2月にミッド・オックスフォードシャー選挙区から当選し、当時の保守党リーダー、エドワード・ヒースの議会担当秘書官となる。ハードは当選後の4月2日に1974年2月の解散栄誉で大英帝国勲章を受章した。1983年の総選挙ではウィットニー選挙区から当選し、1997年に庶民院を引退するまでの23年間、同区の国会議員であった。

### 閣僚として: 1979-1990
ハードは1979年の総選挙に保守党が勝利した後、ヨーロッパ担当大臣に指名された。1983年の選挙後、内務省に異動するが、一年後に閣僚クラスに昇任、ジェームズ・プライオルの公認として北アイルランド大臣に就任した。その任期中に彼は外交手腕を発揮し、北アイルランドの将来に道を開くアングロ＝アイリッシュ合意を成立させた。しかし、協定調印の一ヶ月前に内務大臣のレオン・ブリタンが貿易産業大臣に降格したため、ハードは内務省に戻り内務大臣に就任した。周囲から「safe pair of hands（安心して仕事を任せられる人物）」と見なされ、内務大臣として堅実に職務をこなした。彼は特に刑務局が効率的に機能していないことと、犯罪者と代替量刑受刑者のより多い社会復帰を主張した。

### 1990年の党首選
内務大臣として手腕を発揮した後、ハードの閣僚としての経歴は、サッチャー首相の波乱に満ちた任期末期において更に進歩した。1989年10月26日にハードは、ナイジェル・ローソンの辞任によって財務大臣に転任したジョン・メージャーの後を継いで、外務大臣に就任した。このポストはハードが最も大きな政治的影響力を行使したポストとなった。
1990年11月中旬の保守党党首選において、彼はマーガレット・サッチャーの立候補を支持した。しかしながら11月22日の第2回投票でサッチャーが撤退した後、ハードは自らは内務大臣として『法と秩序を重視し』成功したという実績をもとに、穏健中道右派の候補として党首選挙に出馬することを決定した。彼はよりカリスマ性のあるマイケル・ヘーゼルタインや、最終的な勝者となったジョン・メージャーに比べて、「アウトサイダー」と見なされた。ハードはメージャーと同じく穏健な中道右派という立ち位置であったが、年齢と政治的な勢いの点で後れを取っていた。ハードがイートン校卒の高学歴という点も不利となった。彼は372票中56票と、候補者中最下位に終わった。メージャーも過半数には3票足りなかったが、ヘーゼルタインとハードは選挙戦から撤退、メージャーが1990年11月27日に首相に就任した。メージャーは初の組閣でハードを外務大臣に留任させた。

### 外務大臣
ハードは政治家的な外務大臣と広く見なされ、彼の任期中は様々な出来事が発生した。彼は冷戦末期と1991年のソ連崩壊や、第一次湾岸戦争でのクウェートからのイラク軍の排除において、イギリスの外交を監督した。ハードはジョージ・H・W・ブッシュ政権下のアメリカ合衆国との良好な関係を深めた。また、欧州共同体各国へのより懐柔的なアプローチを求め、サッチャー政権末期に増加したEU懐疑派によって損なわれた関係を修復しようとした。ハードは1990年に再統一されたドイツをヨーロッパ政界に迎え入れた。

### 引退

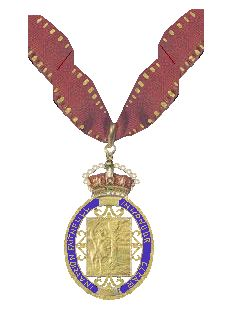
名誉勲位のインシグニア

外務大臣から退いた後も、ハードはジョン・メージャーの忠実な支持者であり、いくつかのビジネス・アポイントメントを引き受けるだけでなく、活発な政治活動の範囲を保った。最も有名なのはナショナル・ウエストミンスター銀行の副会長とナットウェスト・グループの取締役を1995年10月から99年まで引き受けたことであった。
ハードは1997年の総選挙で庶民院を去り、1997年6月13日にウェストウェルのハード男爵に叙せられた。これによってハードは引き続いて貴族院議員として議席を保持することができた。彼は2016年6月9日に貴族院を引退した。
1997年12月、ハードはブリティッシュ・インヴィジブルズ（現在の国際金融サービス・ロンドン、ISFL）の議長に任命された。彼は1998年のブッカー賞フィクション部門の選考議長でもあった。1999年2月には、貴族院改革に関する王立委員会のメンバーとなる。9月にはイングランド国教会での長年の功績でウェストミンスター寺院の High Steward に任命された。彼は後に、カンタベリー大主教の役割と機能のチェックを行うハード委員会の議長に就任した。
2005年の保守党党首選で、ハードはデーヴィッド・キャメロンを支持した。キャメロンはかつてのハードの選挙区、ウィットニー選挙区選出の議員であり、この党首選で最終的に勝利した。
ハードは国際関係組織のFIRSTの諮問協議会議長を務める。
ハードは、1974年に大英帝国勲章を授与された。1996年の新年叙勲では、コンパニオン・オブ・オナー勲章を授与されている。彼はオックスフォード大学ナフィールド・カレッジの客員教授であり、ドイツ・イギリスフォーラムの議長でもある。
2009年7月17日、アストン大学から文学博士の名誉学位を授与された。
ハードは現在、2009年10月に設立された|多国間核軍縮と拡散防止のためのイギリス国会議員トップレベル・グループのメンバーである。
ハードはバーフォード・スクールウガンダ・リンク（イギリスにおける同様のリンクで活動期間が最長）の後援者である。

## 私生活
ハードは2回結婚している。彼は1960年に最初の妻タチアナ（メージャー・アーサー・エアMBEの娘）と結婚した。夫妻は3人の息子を儲けた。2人は1976年に別居し、1982年に離婚した。タチアナ・ハードは夫の経歴を離婚の理由として挙げた。そして、「本当に、政治は結婚と混ざりません」と話した。ハードは1982年にジュディ・スマート（彼の元政治秘書）と結婚した。ジュディは19歳年下であった。夫妻は息子と娘を儲けた。ジュディ・ハードは2008年11月22日に白血病のためオックスフォード病院で死去した。58歳であった。
ハードはいくつかの政治スリラー小説を著している。以下はその一部：
- Scotch on the Rocks （1971年、アンドリュー・オズモンドと共作）
- Truth Game （1972年）
- A Vote to a Kill （1975年）
- Palace of Enchantments （1985年、スティーヴン・ランポートと共作）
- The Shape of Ice （1998年）
- Image in the Water （2001年）
- 10 Minutes to Turn the Devil （2015年）短編集

彼の著したノンフィクション、以下はその一部：
- The Arrow War （1967年）
- An End To Promises （1979年）
- The Search for Peace （1997年）
- Memoirs （2003年）
- Robert Peel, a Biography （2007年）[13]
- Choose your Weapons （2010年）[14]
- Disraeli: or, The Two Lives （2013年、エドワード・ヤングと共作）[15]

ハードの長男、ニック・ハードは保守党の政治家であり、2005年5月の総選挙でルイスリップ・ノースウッド・アンド・ピナー選挙区から国会議員に選出された。2010年には市民社会担当大臣に指名された。彼はレア・カー夫人と結婚した。
ハードの次男、トーマスは外交部に入省した。彼の名はインターネット上に公表されたMI6職員リストの中に見られた。リストの内容は十分な情報に基づかない、アマチュアによって編集された疑いがあり、その確実性に疑いがある。トーマスは2006年に大英帝国勲章に叙せられた。彼には5人の子どもがいる。妻のキャサリンは2011年5月21日に、ニューヨーク東84番街の自宅建物の屋根から落下して死去した。
ハードの三男、アレキサンダー・ハード閣下は2004年にサラ・ウェルズと結婚した。夫妻の間には3人の子どもがいる。
1988年、ハードはチャリティー「Crime Concern」を主催した。「Crime Concern」は犯罪の撲滅、反社会的行動と犯罪の恐れを減少させるために若者及び彼らの家族、成人の犯罪者に対して職業訓練と雇用の場を提供するために活動した。「Crime Concern」は2008年に若者のチャリティー「Rainer」と合併、「Catch22」となった。
ハードは中国語、フランス語、イタリア語に堪能である。

## 参照
1. ↑   アーカイブ 2009年9月26日 - ウェイバックマシン
2. ↑  University education. “You may have a first-class degree - but Lord Winston doesn't want you”.   Telegraph. 2016年1月15日閲覧。
3. ↑  “No. 46254”. The London Gazette (Supplement) (英語). 2 April 1974. pp. 4395–4398.
4. ↑  “1990: Tories choose Major for Number 10”. BBC News. (1990年11月27日)
5. ↑  Bogdanor, Vernon (2014年1月18日). “The Spectator book review that brought down Macmillan's government”. The Spectator.  オリジナルの2015年11月19日時点におけるアーカイブ。 2015年11月18日閲覧。
6. ↑  “No. 54810”. The London Gazette (英語). 18 June 1997. p. 7063.
7. ↑  Lord Hurd of Westwell, parliament.uk, 12 June 2016
8. ↑   アーカイブ 2007年12月13日 - ウェイバックマシン
9. ↑  “The forum for decision makers. FIRST Magazine focuses on business strategy and government policy making”.   FIRST Magazine. 2016年1月15日閲覧。
10. ↑  “No. 54255”. The London Gazette (Supplement) (英語). 30 December 1995. p. 5.
11. ↑  Borger, Julian (2009年9月8日). “Nuclear-free world ultimate aim of new cross-party pressure group”. The Guardian (London, UK)
12. ↑  “The Most Trusted Place for Answering Life's Questions”.   Answers. 2016年1月15日閲覧。
13. ↑  Time remaining -- days -- hours -- minutes -- seconds (2008年6月12日). “Douglas Hurd - Robert Peel - Orion Publishing Group”. Orionbooks.co.uk. 2016年1月15日閲覧。
14. ↑  Time remaining -- days -- hours -- minutes -- seconds. “Douglas Hurd - Choose Your Weapons - Orion Publishing Group”. Orionbooks.co.uk. 2016年1月15日閲覧。
15. ↑  “ISBN Unavailable”. Orionbooks.co.uk. 2016年1月15日閲覧。
16. ↑  The format of the list is taken from The Diplomatic Service List - an annual official publication (known in Foreign and Commonwealth Office circles as The Green Book) listing all Diplomatic Service members.
17. ↑  “Introduction to Preventative Work from Making A Difference”.   Enabler Publications. 2016年1月15日閲覧。
18. ↑  “Transforming lives, transforming communities”.   Catch22. 2016年1月15日閲覧。
19. ↑  “What does it take to be a great foreign secretary?”.   BBC News (2013年5月14日). 2016年1月15日閲覧。